# Subprefeitura da Zona Oeste (Rio de Janeiro)
A Subprefeitura da Zona Oeste II  é uma das 11 subprefeituras nas quais se subadministra o município do Rio de Janeiro. A subprefeitura administra a região de Campo Grande.<ref>http://gbp.prefeitura.rio/subprefeituras/
A sede da subprefeitura fica na Rua Dom Pedrito, 1, em Campo Grande.

## Geografia
Apesar do nome, ela não administra toda a Zona Oeste do Rio de Janeiro, e sim os bairros mais ao norte da atual Zona Oeste, enquanto os bairros mais próximos da Zona Norte são administrados pela subprefeitura do Grande Bangu e os bairros mais próximos da Zona Sul são administrados pela subprefeitura da Barra e Jacarepaguá.